# Mistrzostwa Świata w Wioślarstwie 2009 – czwórka podwójna kobiet
Czwórka podwójna kobiet (W4x) – konkurencja rozgrywana podczas Mistrzostw Świata w Wioślarstwie 2009 w Poznaniu między 23 a 30 sierpnia na Torze Regatowym Malta.

## Harmonogram konkurencji
Wszystkie godziny w czasie letnim (UTC+2)
| Godzina                        | Wydarzenie  | Runda      |
| ------------------------------ | ----------- | ---------- |
| Poniedziałek, 24 sierpnia 2009 | 12:18-12:30 | Eliminacje |
| Środa, 26 sierpnia 2009        | 11:00-11:06 | Repasaże   |
| Sobota, 29 sierpnia 2009       | 16:12-16:18 | Finał B    |
| Niedziela, 30 sierpnia 2009    | 12:18-12:33 | Finał A    |

## Medaliści
| Złoto                                                                                         | Srebro                                                                              | Brąz                                                                              |
| Ukraina · Switłana Spiriuchowa · Tetiana Kolesnikowa · Anastasija Kożenkowa · Jana Dementiewa | Stany Zjednoczone · Megan Walsh · Stesha Carle · Sarah Trowbridge · Kathleen Bertko | Niemcy · Annekatrin Thiele · Peggy Waleska · Stephanie Schiller · Christiane Huth |

## Wyniki

### Eliminacje
Reguła kwalifikacji: 1 → FA, 2.. → R

#### Eliminacje 1
| Miejsce | Zawodnik                                                                      | Kraj            | Czas    | Uwagi |
| ------- | ----------------------------------------------------------------------------- | --------------- | ------- | ----- |
| 1       | Switłana Spiriuchowa Tetiana Kolesnikowa Anastasija Kożenkowa Jana Dementiewa | Ukraina         | 6:55,71 | FA    |
| 2       | Rosamund Bradbury Beth Rodford Sarah Cowburn Katie Greves                     | Wielka Brytania | 7:03,61 | R     |
| 3       | Annekatrin Thiele Peggy Waleska Stephanie Schiller Christiane Huth            | Niemcy          | 7:05,47 | R     |
| 4       | Natalla Prywaława Maryja Smalakowa Taciana Kuchta Hanna Haura                 | Białoruś        | 7:19,47 | R     |

#### Eliminacje 2
| Miejsce | Zawodnik                                                             | Kraj              | Czas    | Uwagi |
| ------- | -------------------------------------------------------------------- | ----------------- | ------- | ----- |
| 1       | Megan Walsh Stesha Carle Sarah Trowbridge Kathleen Bertko            | Stany Zjednoczone | 7:00,36 | FA    |
| 2       | Erika Bello Gabriella Bascelli Laura Schiavone Elisabetta Sancassani | Włochy            | 7:07,39 | R     |
| 3       | Julia Czagina Anna Juczenko Olga Samulenkowa Julija Kalinowska       | Rosja             | 7:15,86 | R     |
| 4       | Harriet Austin Louise Trappitt Sarah Barnes Genevieve Armstrong      | Nowa Zelandia     | 7:21,27 | R     |

### Repasaże
Reguła kwalifikacji: 1-4 → FA, 5... → FB
| Miejsce | Zawodnik                                                             | Kraj            | Czas    | Uwagi |
| ------- | -------------------------------------------------------------------- | --------------- | ------- | ----- |
| 1       | Annekatrin Thiele Peggy Waleska Stephanie Schiller Christiane Huth   | Niemcy          | 6:22,22 | FA    |
| 2       | Rosamund Bradbury Beth Rodford Sarah Cowburn Katie Greves            | Wielka Brytania | 6:28,59 | FA    |
| 3       | Erika Bello Gabriella Bascelli Laura Schiavone Elisabetta Sancassani | Włochy          | 6:29,27 | FA    |
| 4       | Julia Czagina Anna Juczenko Olga Samulenkowa Julija Kalinowska       | Rosja           | 6:30,83 | FA    |
| 5       | Harriet Austin Louise Trappitt Sarah Barnes Genevieve Armstrong      | Nowa Zelandia   | 6:35,81 | FB    |
| 6       | Natalla Prywaława Maryja Smalakowa Taciana Kuchta Hanna Haura        | Białoruś        | 6:40,54 | FB    |

### Finał B
| Miejsce | Zawodnik                                                        | Kraj          | Czas    | Uwagi |
| ------- | --------------------------------------------------------------- | ------------- | ------- | ----- |
| 1       | Harriet Austin Louise Trappitt Sarah Barnes Genevieve Armstrong | Nowa Zelandia | 6:31,77 |       |
| 2       | Natalla Prywaława Maryja Smalakowa Taciana Kuchta Hanna Haura   | Białoruś      | 6:37,27 |       |

### Finał A
| Miejsce | Zawodnik                                                                      | Kraj              | Czas    | Uwagi |
| ------- | ----------------------------------------------------------------------------- | ----------------- | ------- | ----- |
|         | Switłana Spiriuchowa Tetiana Kolesnikowa Anastasija Kożenkowa Jana Dementiewa | Ukraina           | 6:18,41 |       |
|         | Megan Walsh Stesha Carle Sarah Trowbridge Kathleen Bertko                     | Stany Zjednoczone | 6:21,54 |       |
|         | Annekatrin Thiele Peggy Waleska Stephanie Schiller Christiane Huth            | Niemcy            | 6:24,27 |       |
| 4       | Erika Bello Gabriella Bascelli Laura Schiavone Elisabetta Sancassani          | Włochy            | 6:27,97 |       |
| 5       | Rosamund Bradbury Beth Rodford Sarah Cowburn Katie Greves                     | Wielka Brytania   | 6:33,42 |       |
| 6       | Julia Czagina Anna Juczenko Olga Samulenkowa Julija Kalinowska                | Rosja             | 6:34,64 |       |